# Stichaeus
Stichaeus is een geslacht van straalvinnige vissen uit de familie van stekelruggen (Stichaeidae). Het geslacht is voor het eerst wetenschappelijk beschreven in 1836 door Reinhardt.

## Soorten en ondersoorten
- Stichaeus fuscus Miki & Maruyama, 1986
- Stichaeus grigorjewi Herzenstein, 1890
- Stichaeus nozawae Jordan & Snyder, 1902
- Stichaeus ochriamkini Taranetz, 1935
- Stichaeus punctatus
  - Stichaeus punctatus pulcherrimus Taranetz, 1935
  - Stichaeus punctatus punctatus (Fabricius, 1780)